# Foetidia clusioides
Foetidia clusioides là một loài thực vật có hoa trong họ Lecythidaceae. Loài này được Baker mô tả khoa học đầu tiên năm 1895.